# Ден Бюттнер
Ден Бюттнер (народився 18 червня 1960) — американський письменник, дослідник, дослідник довголіття та оратор. Він став співпродюсером документального телевізійного міні-серіалу «Жити до 100: Секрети блакитних зон» (2023), заснованого на його однойменній книзі, і має три рекорди Гіннеса з дистанційних пробігів  . Бюттнер є засновником Blue Zones, LLC. Він є стипендіатом National Geographic.
Бюттнер є пропагандистом рослинної дієти завдяки своїм дослідженням блакитних зон і є автором численних книг на цю тему.

## Інтернет-ресурси
- BlueZones Facebook
- Dan Buettner talks about Sovietrek and his other adventures with anthropologist Jack Weatherford, in Northern Lights Minnesota Author Interview TV Series, #347 (1995):  [https://reflections.mndigital.org/catalog/p16022coll38:369#/kaltura_video]